# 吉林农业科技学院
吉林农业科技学院是中华人民共和国吉林省吉林市一所以培养应用型人才为主的省属全日制本科院校。学校有九站校区、左家校区两个校区，实行校、院两级管理体制，设有14个教学院，现有31个本科专业，26个专科专业，涵盖农、理、工、经、管、文、教等七大学科门类。全日制在校生10000多人，函授生、成人教育学生2000多人。左家校区位于左家镇学府路1号，与中国农业科学院特产研究所毗邻，占地4245亩，建筑面积12.8万平方米，建有鹿场、驼鸟场、种狍基地、毛皮动物场、珍禽饲养场、动物实习医院、药植圃、北药基地、果树园、花卉基地、现代化温室、食用菌厂、食品实验加工厂等14个稳定的实习、实训基地，1个国家级特产旅游观光生态园，1个吉林特产高科技工业园区和1个东北地区最大的野生动植物标本馆。

## 历史
1958年成立吉林特产学院。文革时期改为吉林省五七干校，后改为吉林省干部学校。1984年12月4日农牧渔业部与吉林省人民政府在吉林特产学院原址上联合创建了吉林农垦特产高等专科学校（简称“左家特产学校”）。2001年4月11日《教育部关于同意吉林农垦特产高等专科学校更名为吉林特产高等专科学校的通知》（教发函〔2001〕74号），批准更名为吉林特产高等专科学校。
另一前身吉林省农业学校（简称“九站农校”）的历史可追溯至1907年清政府在吉林的东局子成立了“农学堂”。日满时期改为第一国民高等学校，校址迁往吉林的八百垅。1946年5月20日国民党占领吉林市后，与白山的斋斋农林学校合并为“吉林省立农科职业学校”。1948年5月8日，学校迁往吉林九站农业实验场改为“吉林省立农业学校”。1966年初，吉林省农业学校与吉林省九站农业科学研究所合并，实行以所办学，改名为“吉林省九站农业劳动大学”。1980年被评为“全国重点中等专业学校”。2001年，经吉林省教育厅批准，正式并入北华大学，定名为“北华大学农业技术学院”。著名校友回良玉，1964届会统专业，后任国务院副总理。
2004年2月，经吉林省人民政府批准，吉林特产高等专科学校与北华大学农业技术学院合并，计划建立吉林特产学院。2004年3月27日，国家教育部专家组在四川对全国升本学校进行评估，学校以全票通过升本院校，校名为“吉林农业科技学院”。 2004年5月18日，教育部正式发函同意建立吉林农业科技学院。
2022年，吉林农业科技学院出现了新冠肺炎学校聚集性疫情，事件导致校党委书记张立峰被免职，中共吉林省委决定由吉林省人民政府总督学、省教育厅党组成员岳强兼任该校党委书记。